# Mariánské Lázně (stacja kolejowa)
Mariánské Lázně – stacja kolejowa w Mariańskich Łaźniach, w kraju karlowarskim, w Czechach. Położona jest na wysokości 565 m n.p.m. 

## Linie kolejowe
- linia 149: Mariánské Lázně - Karlowe Wary
- linia 170: Cheb - Pilzno - Beroun (dalej do Pragi